# Suhail Shaheen
Muhammad Suhail Shaheen (en paixtu i dari: محمد سهیل شاهین; pronunciat en paixtu: [mʊˈhamad sʊˈhel ʃaˈhin], pronunciat en dari: [mʊˈhammad sʊˈheːl ʃaˈhiːn]) és un periodista i polític talibà afganès, que exerceix de cap de l'Oficina Política de Doha. Durant el primer Emirat Islàmic de l'Afganistan (1996–2001) va editar el diari en anglès de propietat estatal afganesa The Kabul Times abans de ser nomenat ambaixador adjunt de l'ambaixada de l'Afganistan al Pakistan.
El setembre del 2021, el govern liderat pels talibans el va nomenar representant permanent de l'Afganistan davant les Nacions Unides, però l'ONU va rebutjar el seu nomenament al càrrec.

## Orígens

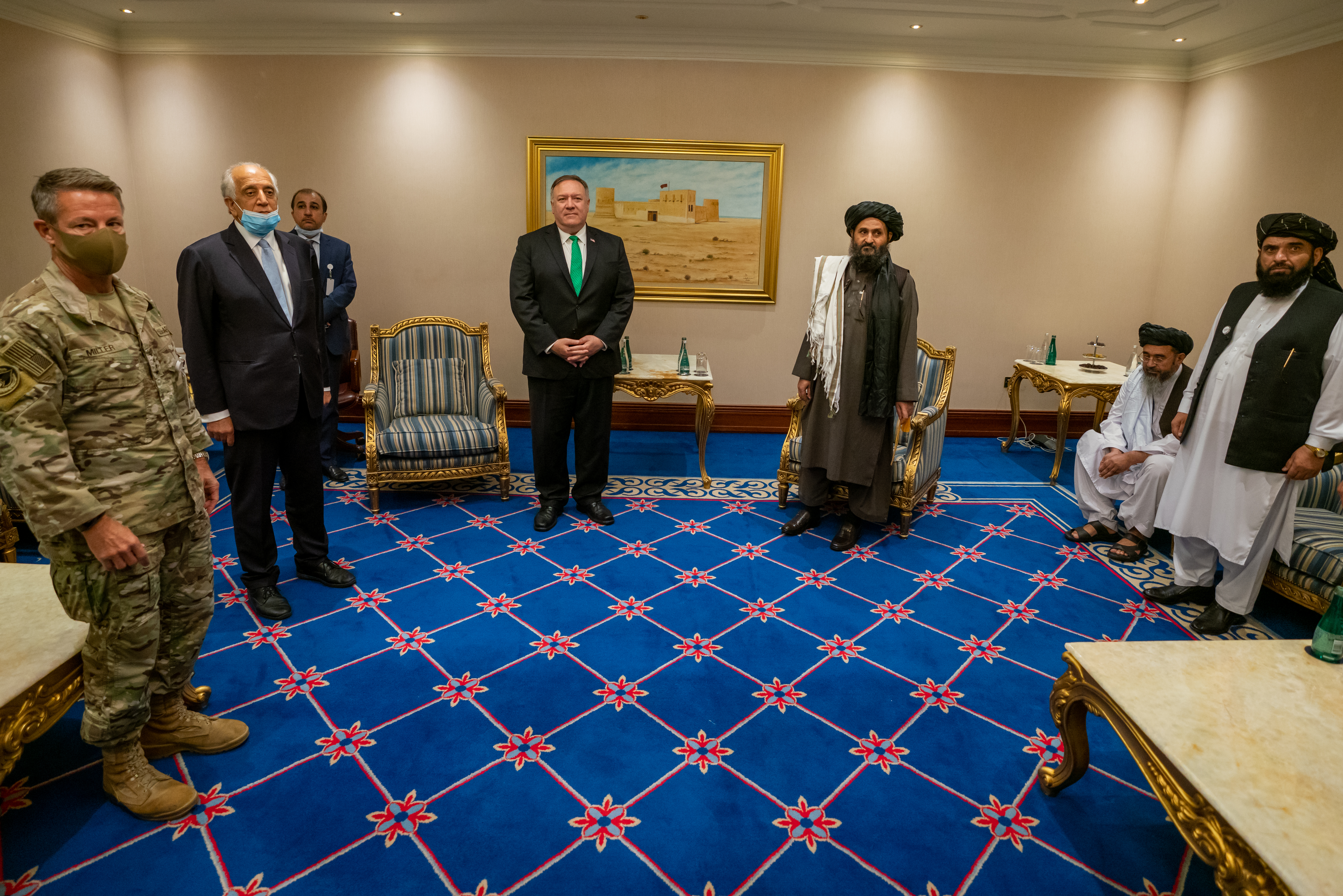
Suhail Shaheen (extrema dreta) es va reunir amb el representant dels Estats Units Zalmay Khalilzad (2n esquerra) i el secretari d'Estat Mike Pompeo (4t esquerra), acompanyant d'Abdul Ghani Baradar i Abdul Hakim Ishaqzai (5è i 6è esquerra)

Suhail va néixer a la província de Paktia de l'Afganistan. Va ser educat al Pakistan, i és conegut per ser un escriptor prolífic que parla amb fluïdesa l'anglès i l'urdú, a més del seu paixtu natal. Suhail va estudiar a la Universitat Islàmica Internacional d'Islamabad i a la Universitat de Kabul.

## Carrera
Durant el període del primer govern dels talibans, l'Emirat Islàmic de l'Afganistan (1996–2001), va exercir com a ambaixador adjunt de l'Afganistan a l'ambaixada afganesa del Pakistan. Durant la fase posterior de la Insurrecció talibana (2013-2021), va exercir com a un dels portaveus oficials dels talibans a l'Oficina Política de Doha, on va concedir moltes entrevistes a mitjans internacionals.
El 20 de setembre de 2021, el govern liderat pels talibans de l'Emirat Islàmic de l'Afganistan el va nomenar com a enviat oficial de l'Afganistan a les Nacions Unides. Shaheen, però, no podria assumir el càrrec tret que el Comitè de Credencials de les Nacions Unides acceptés el seu nomenament. L'ONU va rebutjar reconèixer-lo com a representant oficial de l'Afganistan i, en canvi, sí que ho va fer amb Muhammad Wali Naeemi, l'ambaixador del destituït govern de la República Islàmica de l'Afganistan.
L'octubre de 2021, Shaheen va rebutjar l'ajuda estatunidenca per a la lluita contra Estat Islàmic-Província del Khorasan i va afirmar que «som capaços d'abordar Daesh de manera independent».